# Alsasua
Alsasua (baskisch Altsasu; offiziell: Altsasu-Alsasua) ist eine Gemeinde in Navarra in Spanien mit 7.710 Einwohnern (Stand: 2024).

## Geografie
Altsasu/Alsasua liegt etwa 60 Kilometer westnordwestlich von Pamplona (Iruña) in einer Höhe von ca. 530 m in der baskischsprachigen Zone Navarras. Durch die Gemeinde fließt der Río Araquil, in den hier der Fluss Altzania mündet.
Das Autobahndreieck der Autovía A-1 von Vitoria-Gasteiz nach Tolosa und der Autovía A-10 nach Pamplona liegt inmitten der Gemeinde.

## Geschichte
Das Gefecht von Alsasua fand am 22. April 1834 statt. Die Karlisten, die für Karl kämpften, standen dabei den Liberalen, die auf der Seite von Isabella II. kämpften, gegenüber.

## Bevölkerungsentwicklung
| Jahr        | 1897 | 1900 | 1950 | 1981 | 1991 | 2001 | 2011 | 2021 |
| ----------- | ---- | ---- | ---- | ---- | ---- | ---- | ---- | ---- |
| Einwohner   | 2095 | 2140 | 3585 | 7276 | 6925 | 7162 | 7618 | 7441 |
| Quelle: INE |      |      |      |      |      |      |      |      |

## Sehenswürdigkeiten
- Kirche Mariä Himmelfahrt, Hallenkirche

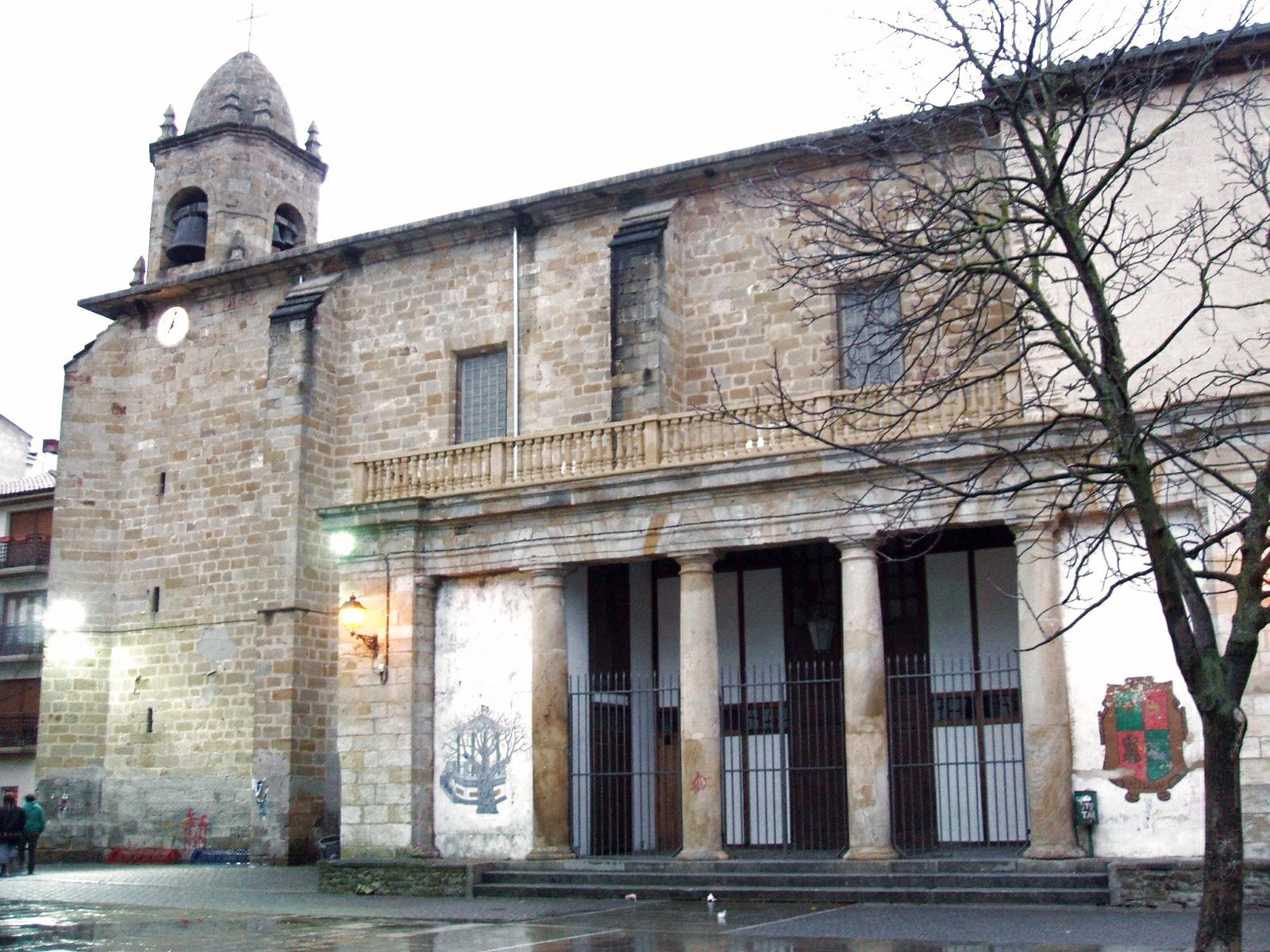
Kirche Mariä Himmelfahrt

## Persönlichkeiten
- Unai Hualde (* 1976), Anwalt und Politiker (GB), Bürgermeister von Alsasua (2007–2011), Präsident des Parlaments von Navarra (ab 2019)
- Jorge Azanza Soto (* 1982), Radrennfahrer und Teammanager

## Gemeindepartnerschaft
Mit der französischen Gemeinde Saint-Pée-sur-Nivelle in Neuaquitanien (Département Pyrénées-Atlantiques) besteht seit 1993 eine Partnerschaft.